# Брено Лорран
Брено Лорран да Силва Талварис (порт. Breno Lorran da Silva Talvares; род. 6 марта 1995, Teodoro Sampaio, Сан-Паулу) — бразильский футболист, защитник клуба «Марилия»

## Клубная карьера
Выступал за молодёжную команду «Гремио», с которым впоследствии и подписал первый профессиональный контракт. Дебютировал за основную команду клуба 19 января 2014 года в игре первого тура Лиги Гаушу с «Сан-Жозе», выйдя в стартовом составе. Принял участие в шести матчах турнира, в котором «Гремио» дошёл до финала, где по результатам двух встреч уступил «Интернасьоналу». 20 апреля сыграл свою первую игру в бразильской Серии A. В матче с «Атлетико Паранаэнсе» он появился на поле в стартовом составе и в середине второго тайма уступил место Лео Гаге. 24 апреля впервые принял участие в игре континентального кубка — Кубке Либертадорес. В первой встрече 1/8 финала против аргентинского «Сан-Лоренсо» Брено на 83-й минуте заменил Лео Гагу.
В январе 2015 года отправился в аренду в португальскую «Виторию» из Гимарайнша. В её составе выступал в чемпионате Португалии и кубке лиги. В Примейре первую игру провёл 8 февраля против «Белененсеша». Всего в сезоне Брено принял участие в 6 матчах чемпионата и одном матче кубка лиги, а также сыграл одну игру за вторую команду в Сегунде. В следующем сезоне бразилец отметился только в двух играх за «Виторию». По окончании аренды вернулся в «Гремио».
В 2017 году на правах аренды выступал за «Сан-Бернарду» в чемпионате штата Сан-Паулу и «Гремио Бразил» в Серии B. В начале 2018 года перебрался в «Гояс», в составе которого стал победителем Лиги Гояно, а также провёл 6 матчей в Серии B.
Первую половину 2019 года также на правах аренды провёл в «Фигейренсе», выступая в Лиге Катариненсе и Серии B. По окончании аренды вернулся в «Гремио», после чего 10 июня стал игроком «Лондрины», выступавшей также во второй лиге. Дебютировал за новый клуб 14 июля в матче с «Операрио Ферровиарио», в котором его команда уступила со счётом 0:2. В общей сложности Брено Лорран провёл в команде 12 матчей, в которых отметился одной жёлтой карточкой и удалением.
В конце января 2020 года стал игроком тунисского «Клуб Африкен», но не провёл за команду ни одного матча. В июне на правах свободного агента подписал контракт с кипрским клубом «Неа Саламина». Срок соглашения рассчитан на один год с возможностью продления ещё на один. Дебют Брено в кипрском дивизионе А состоялся 24 августа в первом туре нового чемпионата против АЕК. 13 сентября в игре с «Эносисом» забил свой первый гол в высших дивизионах, установив на 79-й минуте окончательный счёт мачта (2:0) прямым ударом с углового.

## Достижения
Гремио
- Серебряный призёр Лиги Гаушу: 2014

 Гояс
- Победитель Лиги Гояно: 2018